# Pločnik
Pločnik je del cestišča, ki ni v isti ravnini kot vozišče ali je od njega ločen kako drugače in je namenjen pešcem ali pešcem in prometu koles ter koles s pomožnim motorjem, če je na njem označen kolesarski pas ali pa z vertikalno prometno signalizacijo dovoljen promet kolesarjev.
Pločnik v naselju mora omogočiti najkrajši dostop do vseh ciljev ob poti, sicer si pešci iščejo svoje bližnjice.

## Oblikovanje
Površine za pešce se oblikujejo v skladu s pravili urejanja prostora, glede na potrebe zagotavljanja prometne varnosti ter ekonomičnosti gradnje in vzdrževanja.
Ureditev pločnika ali pešpoti ob cesti izven naselja je upravičena, če prometna obremenitev ceste presega 3500 vozil na dan, povprečna zgostitev pešcev ob cesti pa več kot deset oseb na uro.
Pešcev prometni profil je širine 0,75 m in višine 2,25 m, prosti profil širine 1,00 m in višine 2,50 m. 
Pri dimenzioniranju je potrebno upoštevati da v povprečju 46 % pešcev nosi prtljago, torbo ali podobno. Zagotoviti je potrebno možnost prehitevanja počasnejših ljudi, približno 40 % pešcev hodi v paru ali v večjih skupinah.
Minimalna svetla širina pločnika, kjer se pričakuje večje število motorično oviranih oseb, mora biti 0,90 m. Minimalna zadovoljiva širina za dva invalidska vozička, ki se srečata, je 1,50 m. Priporočljiva širina je 1,80 m. Zgrajen mora biti tudi poglobljen del na prehodu na vozišče oziroma na prehod preko vozišča.
Pločnik mora biti višinsko ločen od zunanjega roba vozišča, z robnikom minimalne višine 12 cm, imeti mora utrjeno površino s prečnim nagibom 2,0 % in če je izven naselja 0,50 m široko bankino.
Ob izgradnji pločnika se praviloma postavi tudi javna razsvetljava in uredi odvodnjavanje meteornih voda iz vozišča in pločnika.
Prehodi za invalidski voziček se oblikujejo s klančino minimalne širine 1,0 m in z nagibom do 12,0 %, ki se jo neposredno priključi na niveleto pločnika ali roba ceste.
Prometna in druga obvestilna signalizacija mora biti postavljena izven območja zahtevanih gabaritov.

## Material
Površina pločnika je lahko različno obdelana in je odvisna tudi od tega v kakšnem okolju (stara mestna jedra, v naselju, zunaj naselja in podobno) se pločnik nahaja.
Uporabljeni materiali so tako: gramoz, površinska prevleka (z bitumnom umešan pesek), liti asfalt, asfaltbeton, beton (tlakovci, plošče, na mestu betoniran), kamen in opeka.

## Kolesarski pas na pločniku
Pogosta rešitev v primeru pomanjkanja prostora je kolesarski pas ali steza na pločniku, pri čemer so kolesarji od pešcev ločeni samo s horizontalno črto. V tem primeru mora biti pločnik ustrezno širši.

## Parkiranje na pločniku
V naseljih praviloma manjka parkirnih prostorov. V primeru, da je pločnik dovolj širok, ulica pa ozka, se lahko uredi parkiranje vozil delno na pločniku.
Če je s predpisano prometno signalizacijo dovoljeno parkiranje na pločniku, mora biti za pešce zagotovljen najmanj 1,60 m širok del pločnika, ki ne sme mejiti na vozišče.

## Ovire na pločniku
Ovire na pločniku v naseljih najpogosteje predstavljajo: kontejnerji za smeti, naprave, kot so razdelilniki komunalnih in telekomunikacijskih podjetij, poštni nabiralniki, stojala za kolesa, korita za roše in podobno.
Širitev gostinskih lokalov na pločnik je v turističnih in tudi sicer v naseljih precej pogosto. Zaradi miz in stolov se morajo pešči umakniti na vozišče, kar je z vidika prometne varnosti nedopustno.
- Pločnik z ovirami zožuje prostor gibanju pešcev
- Na sredo pločnika nameščen parkomat - nepravilno!
- Reklamni pano sega v gabarit pločnika